# Fundació Collserola
La Fundació Collserola és una agrupació de centres pedagògics que té com a objectius la creació i el sosteniment de centres educatius. Formen part d'aquesta Fundació les escoles Frederic Mistral-Tècnic Eulàlia, Avenç i Ramon Fuster així com la Fundació Bellaire, titular de l'escola d'educació especial Escola Bellaire, la Fundació Cim d'Estela, de serveis d'activitats de lleure i monitoratge i la Fundació Institut de Psicologia, que proporciona serveis en l'àmbit de la psicologia, la psiquiatria, la psicopedagogia i la logopèdia.

## Història
La Fundació va ser constituïda l'any 1994 per l'Agrupació Pedagògica S.A. (associació de les escoles Frederic Mistral i Avenç). La titularitat i instal·lacions de les dues escoles així com la propietat del conjunt de terrenys, edificis, instal·lacions i equipaments de la casa de colònies Les Vinyes de Vilamarí van transferir-se a la fundació. Posteriorment s'hi van unir l'Institut Tècnic Eulàlia, el 1995 i l'escola Ramon Fuster, el 1998.
La fundació ha incorporat a les seves escoles la nova metodologia per ensenyar matemàtiques Jump Math. Va col·laborar en la traducció dels materials al català de primària i en l'ús de tauletes tàctils a les aules d'educació secundària. Ha participat amb el Centre de Cultura Contemporània de Barcelona en cicles de debats. És membre del projecte col·laboratiu Artistes-Centres Educatius de la Fundació Joan Miró. Per altra banda també participa del grup Barcelona Escoles + Sostenibles i col·labora amb la Cooperativa Tarpuna.

## Escola Ramon Fuster
És una escola privada concertada pel Departament d'Ensenyament de la Generalitat de Catalunya. La seva titularitat correspon a la Fundació Collserola. L'escola està situada a Bellaterra, municipi de Cerdanyola del Vallès, al Vallès Occidental. L'any 1957 Ramón Fuster i Rabés juntament amb Maria Rosa Fàbregas van fundar l'Escola Tagore. El 1983 passà a mans d'una societat cooperativa integrada pels pares dels alumnes de l'escola per continuar la tasca dels seus fundadors. A principis de l'any 1998 la societat cooperativa es va dissoldre i l'escola es va integrar dins de la Fundació Collserola de la qual ara en forma part. Amb motiu del centenari del naixement de Ramon Fuster el març del 2016 organitzat pel Col·legi Oficial de Doctors i Llicenciats en Filosofia i Lletres i en Ciències de Catalunya els representants de l'escola Ramon Fuster participaren dels actes. El projecte educatiu de l'Escola Ramon Fuster ha incorporat la metodologia Jump Math per ensenyar matemàtiques a l'educació primària i l'ús de tauletes a les aules d'educació secundària. Anualment organitza cada abril el Cros Sant Cugat de la Fundació Collserola, en el qual participen alumnes de totes les etapes educatives. Va obtenir el premi al millor argument II Debat Roca i Junyent, Dret a l'honor i a la intimitat: xarxes socials i entorn escolar